# Agregado familiar
O agregado familiar é a unidade orçamentária básica em que a produção económica, consumo, herança, parentalidade e abrigo são organizadas e realizadas. Agregado familiar pode ou não ser antónimo de família.
O agregado familiar é a unidade básica de análise em muitos modelos sociais, microeconómicos e do governo. O termo refere-se a todos os indivíduos que vivem na mesma habitação.
Em economia, um agregado familiar é uma pessoa ou um grupo de pessoas que vivem na mesma residência.
A maioria dos modelos económicos não endereça a questão de se os membros de um agregado familiar são uma família no sentido tradicional. Em discussões de política os termos agregado familiar e família são muitas vezes tomados como sinônimos.